# Conrad al III-lea de Carintia
Conrad al III-lea (n. secolul al XI-lea – d. 1061), inițial conte de Zülpichgau, a fost duce al Carintiei din 1056 până la moarte.
Conrad a fost fiul contelui Hezzelin I de Zülpichgau, frate al contelui palatin de Lorena, Ezzo.
Deși a luat parte în 1055 la revolta condusă de Conrad I de Bavaria și Welf al III-lea, împotriva împăratului Henric al III-lea, în 1056 împărăteasa văduvă Agnes l-a înfeudat cu Ducatul de Carintia. De-a lungul vieții Conrad nu a reușit să preia controlul asupra Carintiei, deoarece familia Eppenstein erau mult prea puternici. Nici măcar nu este sigur că a pus vreodată piciorul pe pământul Carintiei. 
Conrad a murit în 1061.